# Font-Faure
La Font Faure, située sur la commune de Benayes au milieu des bois, est une « bonne fontaine » à légende, placée sous le vocable de saint Éloi, patron des « faures » (les forgerons). Selon la légende, saint Éloi l'aurait fait jaillir en déposant son marteau ou bien son manteau.
Chaque 24 juin y est organisé un pèlerinage car son eau est censée guérir toutes les douleurs. Une messe y est d'abord célébrée avant qu'un repas champêtre ne s'y installe. Près de 1 000 personnes participent chaque année à ce rassemblement. François Hollande, s'y est rendu plusieurs fois ainsi que l'évêque de Tulle, Monseigneur Francis Bestion.
Cette célébration pittoresque a inspiré le peintre Adolphe Léon Willette, qui en a fait l'objet d'une toile au château de Forsac.